# David Tracy
Pour les articles homonymes, voir Tracy.
David Tracy, né le 6 janvier 1939 à Yonkers (New-York) et mort le 29 avril 2025 à Chicago, est un théologien américain, mondialement connu pour son livre The Analogical imagination.

## Biographie
David Tracy a effectué toutes ses études supérieures à l'Université pontificale grégorienne (Rome), au moment du concile Vatican II. Ordonné prêtre en 1963, il obtient sa licence canonique de théologie en 1964, puis son doctorat en 1969.
Alors qu'il était chargé de cours à l'Université catholique d'Amérique (Washington), il se joignit à d'autres professeurs de l'université pour rejeter l'encyclique Humanae Vitae du pape Paul VI en 1968. D'abord renvoyés par la faculté, ils ont poursuivi l'université et finalement obtenu gain de cause .
Au cours de ce procès, le doyen de la faculté de théologie de l'université de Chicago proposa à David Tracy de venir enseigner dans son département. Ce dernier le rejoignit l'année suivante, et y enseigna jusqu'à sa retraite en 2006.
David Tracy meurt à Chicago le 29 avril 2025 à l'âge de 86 ans.

## Honneurs et distinction
En 1982, il est élu à l'Académie américaine des arts et des sciences.
En 1999-2000, il a donné les conférences Gifford à l'Université d'Édimbourg, qu'il a intitulées This Side of God.
En 2014-2015, il a été invité à donner une conférence à l'Institut catholique de Paris à l'occasion du vingtième anniversaire de la Chaire Etienne Gilson.
En 2020, il a été élu à l'American Philosophical Society .

## Publications
- The Achievement of Bernard Lonergan (1970)
- Blessed Rage for Order: The New Pluralism in Theology (1975)
- Toward Vatican III: The Work that Needs To Be Done, avec Hans Küng et Johann Baptist Metz (1978)
- The Analogical Imagination: Christian Theology and the Culture of Pluralism (1981)
- Talking About God: Doing Theology in the Context of Modern Pluralism, avec John Cobb (1983)
- Short History of the Interpretation of the Bible, avec Robert Grant (1984)
- A Catholic Vision, avec Stephen Happel (1984)
- Pluralité et ambiguïté : herméneutique religion espérance (1987) trad. fr. aux Éditions du Cerf, 1999
- Dialogue with the Other: The Inter-Religious Dialogue (1990)
- On Naming the Present: God, Hermeneutics, and Church (1994)